# Séniséneb
Séniséneb est la mère du pharaon Thoutmôsis Ier de la XVIIIe dynastie durant le Nouvel Empire.
Elle porte uniquement le titre de « Mère du Roi » (Mw.t-nswt), et semble donc être roturière. Elle n'est ni fille ni épouse de roi, et on ignore le nom de son père. Certains égyptologues estiment que son fils Thoutmôsis Ier est le fils du prince Ahmosé-Sipair.
Séniséneb est connue grâce à la stèle du Musée du Caire CG 34006 provenant de Wadi Halfa, où elle apparaît prêtant le serment d'allégeance de la mère du roi durant le couronnement de son fils Thoutmôsis.
Séniséneb est aussi représentée sur les peintures du temple funéraire d'Hatchepsout à Deir el-Bahari,.